# Sokołowsko (gromada)
Sokołowsko – dawna gromada, czyli najmniejsza jednostka podziału terytorialnego Polskiej Rzeczypospolitej Ludowej w latach 1954–1972.
Gromady, z gromadzkimi radami narodowymi (GRN) jako organami władzy najniższego stopnia na wsi, funkcjonowały od reformy reorganizującej administrację wiejską przeprowadzonej jesienią 1954 do momentu ich zniesienia z dniem 1 stycznia 1973, tym samym wypierając organizację gminną w latach 1954–1972.
Gromadę Sokołowsko z siedzibą GRN w Sokołowsku utworzono – jako jedną z 8759 gromad na obszarze Polski – w powiecie wałbrzyskim w woj. wrocławskim, na mocy uchwały nr 30/54 WRN we Wrocławiu z dnia 2 października 1954. W skład jednostki wszedł obszar dotychczasowej gromady Sokołowsko ze zniesionej gminy Mieroszów w tymże powiecie. Dla gromady ustalono 10 członków gromadzkiej rady narodowej.
1 stycznia 1957 gromadę Sokołowsko zniesiono przez włączenie jej obszaru do miasta Mieroszowa (od 1969 Sokołowsko stanowi ponownie samodzielną wieś).